# Listă de aeroporturi după codul ICAO: S
Mai jos este lista de aeroporturi al căror cod ICAO începe cu litera S.
Această listă este generată cu date din Wikidata și este actualizată periodic de un robot.
 Editările făcute în listă vor fi șterse la următoarea actualizare!
| Imagine | Cod ICAO       | Articol                                                                |
| ------- | -------------- | ---------------------------------------------------------------------- |
|         | SBCY           | Aeroportul Internațional Marechal Rondon                               |
|         | SBMG           | Aeroportul Regional Maringá                                            |
|         | SBML           | Aeroportul Marília                                                     |
|         | SCTC           | Aeroportul Maquehue                                                    |
|         | SARS           | Aeroportul Primer Teniente Jorge Eduardo Casco                         |
|         | SPZA           | Aeroportul Maria Reiche Neuman                                         |
|         | SERO           | Aeroportul Internațional Santa Rosa                                    |
|         | SBSG           | Aeroportul Internațional Greater Natal                                 |
|         | SBTL           | Aeroportul Telêmaco Borba                                              |
|         | SPAR           | Aeroportul Alerta                                                      |
|         | SYMD           | Aeroportul Mahdia                                                      |
|         | SVTM           | Aeroportul Tumeremo                                                    |
|         | SCIE           | Aeroportul Internațional Carriel Sur                                   |
|         | SUMO           | Aeroportul Internațional Cerro Largo                                   |
|         | SBPB           | Aeroportul Parnaíba-Prefeito Dr. João Silva Filho                      |
|         | SBPF           | Aeroportul Lauro Kurtz                                                 |
|         | SBPJ           | Aeroportul Palmas (Tocantins)                                          |
|         | SBPK           | Aeroportul Pelotas                                                     |
|         | SBPL           | Aeroportul Petrolina                                                   |
|         | SBPN SDPE      | Aeroportul Porto Nacional                                              |
|         | SBPS           | Aeroportul Porto Seguro                                                |
|         | SBPV           | Aeroportul Internațional Governador Jorge Teixeira de Oliveira         |
|         | SBRF           | Aeroportul Internațional Recife/Guararapes–Gilberto Freyre             |
|         | SBRJ           | Aeroportul Santos Dumont                                               |
|         | SBRP           | Aeroportul Leite Lopes                                                 |
|         | SBRR           | Aeroportul Barreirinhas                                                |
|         | SCKP           | Aeroportul Coposa                                                      |
|         | SCLL           | Aeroportul Vallenar                                                    |
|         | SCLN           | Aeroportul Linares                                                     |
|         | SCVM           | Aeroportul Viña del Mar                                                |
|         | SNXS           | Aeroportul Caxias                                                      |
|         | SPHY           | Aeroportul Andahuaylas                                                 |
|         | SPHZ           | Aeroportul Comandante FAP Germán Arias Graziani                        |
|         | SPJC           | Aeroportul Internațional Jorge Chávez                                  |
|         | SPJL           | Aeroportul Internațional Inca Manco Cápac                              |
|         | SPJR           | Aeroportul Mayor General FAP Armando Revoredo Iglesias                 |
|         | SPNC           | Aeroportul Alférez FAP David Figueroa Fernandini                       |
|         | SSXX           | Aeroportul Xanxerê                                                     |
|         | SAHS           | Aeroportul Rincón de los Sauces                                        |
|         | SBTS           | Aeroportul Tirios                                                      |
|         | SECE           | Aeroportul Santa Cecilia                                               |
|         | SGAS           | Aeroportul Internațional Silvio Pettirossi                             |
|         | SSMF           | Aeroportul Mafra                                                       |
|         | SSNH           | Aeroportul Novo Hamburgo                                               |
|         | SSPG           | Aeroportul Paranaguá                                                   |
|         | SVBC           | Aeroportul General José Antonio Anzoátegui                             |
|         | SVBS           | Aeroportul Mariscal Sucre                                              |
|         | SVCB           | Aeroportul Tomás de Heres                                              |
|         | SVCG           | Aeroportul El Cubo                                                     |
|         | SVCN           | Aeroportul Canaima                                                     |
|         | SVCR           | Aeroportul José Leonardo Chirino                                       |
|         | SVGD           | Aeroportul Guasdualito                                                 |
|         | SVKM           | Aeroportul Kamarata                                                    |
|         | SVMC           | Aeroportul Internațional La Chinita                                    |
|         | SVMD           | Aeroportul Alberto Carnevalli                                          |
|         | SVMG           | Aeroportul Internațional Del Caribe "Santiago Mariño"                  |
|         | SVPC           | Aeroportul General Bartolomé Salom                                     |
|         | SVPM           | Aeroportul Paramillo                                                   |
|         | SVPR           | Aeroportul Manuel Carlos Piar Guayana                                  |
|         | SVPT           | Aeroportul Palmarito                                                   |
|         | SVPX           | Aeroportul Parai-tepuí                                                 |
|         | SYBR           | Aeroportul Baramita                                                    |
|         | SYBT           | Aeroportul Bartica                                                     |
|         | SBKP           | Aeroportul Internațional Viracopos                                     |
|         | SKNQ           | Aeroportul Reyes Murillo                                               |
|         | SKNV           | Aeroportul Benito Salas                                                |
|         | SNFX           | Aeroportul São Félix do Xingu                                          |
|         | SVCP           | Aeroportul General José Francisco Bermúdez                             |
|         | SVMT           | Aeroportul Internațional José Tadeo Monagas                            |
|         | SWST           | Aeroportul Santa Terezinha                                             |
|         | SKLP           | Aeroportul La Pedrera                                                  |
|         | SCST           | Aeroportul Gamboa                                                      |
|         | SBMK           | Aeroportul Montes Claros                                               |
|         | SAAP           | Aeroportul General Justo José de Urquiza                               |
|         | SBLP           | Aeroportul Bom Jesus da Lapa                                           |
|         | SBUG           | Aeroportul Ruben Berta                                                 |
|         | SJHG           | Aeroportul Confresa                                                    |
|         | SMPA           | Aeroportul Vincent Fayks                                               |
|         | SBIL           | Aeroportul Ilhéus Jorge Amado                                          |
|         | SCAR           | Aeroportul Internațional Chacalluta                                    |
|         | SA18           | Aeroportul Loncopue                                                    |
|         | SBAR           | Aeroportul Santa Maria                                                 |
|         | SVST           | Aeroportul San Tomé                                                    |
|         | SANE           | Aeroportul Vicecomodoro Ángel de la Paz Aragonés                       |
|         | SSOG           | Aeroportul Arapongas                                                   |
|         | SBCD           | Aeroportul Caçador                                                     |
|         | SBKG           | Aeroportul Campina Grande                                              |
|         | SVCD           | Aeroportul Caicara del Orinoco                                         |
|         | SASA           | Aeroportul Internațional Martín Miguel de Güemes                       |
|         | SILC           | Aeroportul Lucas do Rio Verde                                          |
|         | SAWA           | Aeroportul Lago Argentino                                              |
|         | SOOG           | Aeroportul Saint-Georges-de-l'Oyapock                                  |
|         | SBGL           | Aeroportul Internațional Rio de Janeiro-Galeão                         |
|         | SPJE           | Aeroportul Shumba                                                      |
|         | SBCM SSIM      | Aeroportul Diomício Freitas                                            |
|         | SSRU           | Aeroportul São Lourenço do Sul                                         |
|         | SBAU           | Aeroportul Araçatuba                                                   |
|         | SNJK           | Aeroportul Jequié                                                      |
|         | SBCN           | Aeroportul Caldas Novas                                                |
|         | SDDR           | Aeroportul Dracena                                                     |
|         | SNAB           | Aeroportul Araripina                                                   |
|         | SSER           | Aeroportul Erechim                                                     |
|         | SAEM           | Aeroportul Miramar                                                     |
|         | SATM           | Aeroportul Mercedes                                                    |
|         | SAVH           | Aeroportul Colonia Las Heras                                           |
|         | SAZC           | Aeroportul Brigadier Hector Eduardo Ruiz                               |
|         | SBGM           | Aeroportul Guajará-Mirim                                               |
|         | SCCC           | Aeroportul Chile Chico                                                 |
|         | SCFT           | Aeroportul Futaleufu                                                   |
|         | SCHR           | Aeroportul Cochrane, Chile                                             |
|         | SDJL           | Aeroportul Jales                                                       |
|         | SDLP           | Aeroportul Lencois Paulista                                            |
|         | SKBC           | Aeroportul El Banco                                                    |
|         | SKCV           | Aeroportul Coveñas                                                     |
|         | SLCP           | Aeroportul Concepcion                                                  |
|         | SLMG           | Aeroportul Magdalena                                                   |
|         | SNED           | Aeroportul Canavieiras                                                 |
|         | SBGR           | Aeroportul Internațional São Paulo-Guarulhos                           |
|         | SCAC           | Aeroportul Pupelde                                                     |
|         | SCAP           | Aeroportul Alto Palena                                                 |
|         | SCAS           | Aeroportul Cabo 1° Juan Román                                          |
|         | SCSB           | Aeroportul Franco Bianco                                               |
|         | SCTL           | Aeroportul Panguilemo                                                  |
|         | SETI           | Aeroportul Tiputini                                                    |
|         | SGOL           | Aeroportul Fuerte Olimpo                                               |
|         | SLAS           | Aeroportul Ascencion De Guarayos                                       |
|         | SLJE           | Aeroportul San José de Chiquitos                                       |
|         | SLPR           | Aeroportul Puerto Rico                                                 |
|         | SLRY           | Aeroportul Reyes                                                       |
|         | SLSI           | Aeroportul Cap. Av. Juan Cochamanidis San                              |
|         | SYAH           | Aeroportul Aishalton                                                   |
|         | SYIB           | Aeroportul Imbaimadai                                                  |
|         | SYKM           | Aeroportul Kamarang                                                    |
|         | SYKS           | Aeroportul Karasabai                                                   |
|         | SYKT           | Aeroportul Kato                                                        |
|         | SYLP           | Aeroportul Lumid Pau                                                   |
|         | SYMB           | Aeroportul Mabaruma                                                    |
|         | SYMM           | Aeroportul Monkey Mountain                                             |
|         | SYNA           | Aeroportul New Amsterdam                                               |
|         | SYOR           | Aeroportul Orinduik                                                    |
|         | SANL           | Aeroportul Capitán Vicente Almandos Almonacid                          |
|         | SCPV           | Aeroportul El Mirador                                                  |
|         | SKCL           | Aeroportul Alfonso Bonilla Aragón                                      |
|         | SBNM           | Aeroportul Santo Ângelo                                                |
|         | SGPI KPIL      | Aeroportul Carlos Miguel Jiménez                                       |
|         | SBMQ           | Aeroportul Internațional Macapá                                        |
|         | SVMI           | Aeroportul Internațional Simón Bolívar                                 |
|         | SWDM           | Aeroportul Diamantino                                                  |
|         | SBBG           | Aeroportul Comandante Gustavo Kraemer                                  |
|         | SKBS           | Aeroportul José Celestino Mutis                                        |
|         | SKDJ           | Aeroportul Candilejas                                                  |
|         | SKHZ           | Aeroportul La Chorrera                                                 |
|         | SKMG           | Aeroportul Regional Baracoa                                            |
|         | SKMM           | Aeroportul Guamal                                                      |
|         | SKGP           | Aeroportul Guapi                                                       |
|         | SCRG           | Aeroportul Independencia                                               |
|         | SAST           | Aeroportul Tartagal "General Enrique Mosconi"                          |
|         | SVAN           | Aeroportul Anaco                                                       |
|         | SCSE           | Aeroportul La Florida                                                  |
|         | SVBI           | Aeroportul Barinas                                                     |
|         | SAWR           | Aeroportul Gobernador Gregores                                         |
|         | SNIU           | Aeroportul Ipiau                                                       |
|         | SNJB           | Aeroportul Jacobina                                                    |
|         | SNJN           | Aeroportul Januaria                                                    |
|         | SNKN           | Aeroportul Currais Novos                                               |
|         | SNRJ           | Aeroportul Brejo                                                       |
|         | SPBL           | Aeroportul Huallaga                                                    |
|         | SPMF           | Aeroportul Manuel Prado                                                |
|         | SSCT           | Aeroportul Cianorte                                                    |
|         | SSHZ           | Aeroportul Horizontina                                                 |
|         | SVGU           | Aeroportul Guanare                                                     |
|         | SVHG           | Aeroportul Higuerote                                                   |
|         | SVKA           | Aeroportul Bolivar, Venezuela                                          |
|         | SWBR           | Aeroportul Borba                                                       |
|         | SWDN           | Aeroportul Dianopolis                                                  |
|         | SWEK           | Aeroportul Canarana                                                    |
|         | SBLJ           | Aeroportul Lages                                                       |
|         | SYKR           | Aeroportul Karanambo                                                   |
|         | SYPR           | Aeroportul Paruima                                                     |
|         | SLAP           | Aeroportul Apolo                                                       |
|         | SYLT           | Aeroportul Lethem                                                      |
|         | SBJV           | Aeroportul Joinville-Lauro Carneiro de Loyola                          |
|         | SAOR           | Aeroportul Villa Reynolds                                              |
|         | SATR           | Aeroportul Reconquista                                                 |
|         | SPPY           | Aeroportul Chachapoyas                                                 |
|         | SBVC           | Aeroportul Glauber Rocha                                               |
|         | SEGS           | Aeroportul Seymour                                                     |
|         | SAVE           | Aeroportul Esquel                                                      |
|         | SAOS           | Aeroportul Sta. Rosa De Conlara                                        |
|         | SAVS           | Aeroportul Sierra Grande                                               |
|         | SAZE           | Aeroportul Pigue                                                       |
|         | SBUP           | Aeroportul Urubupunga                                                  |
|         | SCCY           | Aeroportul Teniente Vidal                                              |
|         | SCTT           | Aeroportul Las Breas                                                   |
|         | SESC           | Aeroportul Sucua                                                       |
|         | SKMP           | Aeroportul San Bernardo                                                |
|         | SKPN           | Aeroportul Puerto Nare                                                 |
|         | SKPZ           | Aeroportul Paz De Ariporo                                              |
|         | SKTB           | Aeroportul Tibu                                                        |
|         | SKTD SQPI      | Aeroportul Trinidad                                                    |
|         | SLRB           | Aeroportul Robore                                                      |
|         | SLVG           | Aeroportul Vallegrande                                                 |
|         | SELT           | Aeroportul Cotopaxi                                                    |
|         | SCNT           | Aeroportul Teniente Julio Gallardo                                     |
|         | SCPC           | Aeroportul Pucón                                                       |
|         | SPTN           | Aeroportul Internațional Crnl. FAP Carlos Ciriani Santa Rosa           |
|         | SCFM           | Aeroportul Capitan Fuentes Martinez                                    |
|         | SAZV           | Aeroportul Villa Gesell                                                |
|         | SKUI           | Aeroportul El Caraño                                                   |
|         | SKPV           | Aeroportul El Embrujo                                                  |
|         | SKPC           | Aeroportul Germán Olano                                                |
|         | SKPD           | Aeroportul Obando                                                      |
|         | SYCJ           | Aeroportul Internațional Cheddi Jagan                                  |
|         | SNMZ           | Aeroportul Porto De Moz                                                |
|         | SNRD           | Aeroportul Prado                                                       |
|         | SNSM           | Aeroportul Salinopolis                                                 |
|         | SNVB           | Aeroportul Valenca                                                     |
|         | SPIL           | Aeroportul Quincemil                                                   |
|         | SSOE           | Aeroportul Sao Miguel Do Oeste                                         |
|         | SVSB           | Aeroportul Santa Barbara De Barinas                                    |
|         | SVSP           | Aeroportul Sub Teniente Nestor Arias                                   |
|         | SWIY           | Aeroportul Santa Isabel Do Morro                                       |
|         | SWNA           | Aeroportul Novo Aripuana                                               |
|         | SWPM           | Aeroportul Pimenta Bueno                                               |
|         | SWTS           | Aeroportul Tangara da Serra                                            |
|         | SPAS           | Aeroportul Alférez FAP Alfredo Vladimir Sara Bauer                     |
|         | SVIC           | Aeroportul Icabaru                                                     |
|         | SYAN           | Aeroportul Annai                                                       |
|         | SKIP           | Aeroportul San Luis                                                    |
|         | SANR           | Aeroportul Las Termas                                                  |
|         | SARF           | Aeroportul Internațional Formosa                                       |
|         | SCRA           | Aeroportul Chanaral                                                    |
|         | SKMU           | Aeroportul Fabio Alberto León Bentley                                  |
|         | SCBA           | Aeroportul Balmaceda                                                   |
|         | SNTF           | Aeroportul Teixeira de Freitas                                         |
|         | SCEL           | Aeroportul Internațional Arturo Merino Benítez                         |
|         | SBJU           | Aeroportul Juazeiro do Norte                                           |
|         | SEMT           | Aeroportul Internațional Eloy Alfaro                                   |
|         | SKAR           | Aeroportul El Edén                                                     |
|         | SURV           | Aeroportul Internațional Rivera                                        |
|         | SAME           | Aeroportul Internațional Governor Francisco Gabrielli                  |
|         | SOOS           | Aeroportul Saül                                                        |
|         | SBIT           | Aeroportul Itumbiara                                                   |
|         | SDNY           | Aeroportul Aeroclub, Nova Iguacu                                       |
|         | SPJJ           | Aeroportul Francisco Carle                                             |
|         | SPBR           | Aeroportul Iberia                                                      |
|         | SBCT           | Aeroportul Internațional Afonso Pena                                   |
|         | SPCL           | Aeroportul Internațional FAP Captain David Abensur Rengifo             |
|         | SBMT           | Aeroportul Campo de Marte                                              |
|         | SCIP           | Aeroportul Internațional Mataveri                                      |
|         | SANC           | Aeroportul Internațional Coronel Felipe Varela                         |
|         | SANU           | Aeroportul Domingo Faustino Sarmiento                                  |
|         | SARI           | Aeroportul Internațional Cataratas del Iguazú                          |
|         | SEST           | Aeroportul San Cristóbal                                               |
|         | SETU           | Aeroportul Teniente Coronel Luis a Mantilla                            |
|         | SUBU           | Aeroportul Placeres                                                    |
|         | SUCA           | Aeroportul Colonia                                                     |
|         | SCFA           | Aeroportul Andrés Sabella                                              |
|         | SLLP           | Aeroportul Internațional El Alto                                       |
|         | SKLT           | Aeroportul Internațional Alfredo Vásquez Cobo                          |
|         | SDSC           | Aeroportul São Carlos                                                  |
|         | SNOS           | Aeroportul Passos                                                      |
|         | SCFR           | Aeroportul Frutillar                                                   |
|         | SCOV           | Aeroportul El Tuqui                                                    |
|         | SLAG           | Aeroportul Monteagudo                                                  |
|         | SLHJ           | Aeroportul Huacaraje                                                   |
|         | SKOT           | Aeroportul Otú                                                         |
|         | SWVC           | Aeroportul Vila Rica                                                   |
|         | SWXQ           | Aeroportul Lins                                                        |
|         | SBNT           | Aeroportul Augusto Severo                                              |
|         | SNAI           | Aeroportul Alto Parnaiba                                               |
|         | SNAR           | Aeroportul Almenara                                                    |
|         | SNYA           | Aeroportul Almeirim                                                    |
|         | SBVG           | Aeroportul Varginha                                                    |
|         | SANT           | Aeroportul Internațional Teniente Benjamín Matienzo                    |
|         | SECU           | Aeroportul Internațional Mariscal Lamar                                |
|         | SLCH           | Aeroportul Chimore                                                     |
|         | SWFX           | Aeroportul São Félix do Araguaia                                       |
|         | SVVA           | Aeroportul Internațional Arturo Michelena                              |
|         | SGEN           | Aeroportul Teniente Amin Ayub Gonzalez                                 |
|         | SNBR           | Aeroportul Barreiras                                                   |
|         | SBGU SSGG      | Aeroportul Guarapuava                                                  |
|         | SPHO           | Aeroportul Coronel FAP Alfredo Mendívil Duarte                         |
|         | SPQU           | Aeroportul Internațional Rodríguez Ballón                              |
|         | SUAG           | Aeroportul Artigas                                                     |
|         | SCGZ           | Aeroportul Guardiamarina Zañartu                                       |
|         | SNOU           | Aeroportul Feijó                                                       |
|         | SCQP           | Aeroportul La Araucanía                                                |
|         | SWRD           | Aeroportul Rondonópolis                                                |
|         | SBRB           | Aeroportul Rio Branco                                                  |
|         | SBRB           | Aeroportul Presidente Médici                                           |
|         | SKIB           | Aeroportul Perales                                                     |
|         | SBCH           | Aeroportul Chapecó                                                     |
|         | SMJP           | Aeroportul Internațional Johan Adolf Pengel                            |
|         | SBFI           | Aeroportul Internațional Foz do Iguaçu                                 |
|         | SCAT           | Aeroportul Desierto de Atacama                                         |
|         | SCDA           | Aeroportul Internațional Diego Aracena                                 |
|         | SKMD           | Aeroportul Enrique Olaya Herrera                                       |
|         | SPQT           | Aeroportul Internațional Crnl. FAP Francisco Secada Vignetta           |
|         | SPZO           | Aeroportul Internațional Alejandro Velasco Astete                      |
|         | SEGU           | Aeroportul Internațional José Joaquín de Olmedo                        |
|         | SLVR           | Aeroportul Internațional Viru Viru                                     |
|         | SNLO           | Aeroportul São Lourenço                                                |
|         | SNNU           | Aeroportul Jorge Schieber                                              |
|         | SNPC           | Aeroportul Picos                                                       |
|         | SNQG           | Aeroportul Floriano                                                    |
|         | SSCN           | Aeroportul Canela                                                      |
|         | SSDM           | Aeroportul Santana do Livramento                                       |
|         | SSIQ           | Aeroportul Itaqui                                                      |
|         | SSKS           | Aeroportul Cachoeira do Sul                                            |
|         | SSKU           | Aeroportul Curitibanos                                                 |
|         | SSVP           | Aeroportul Santa Vitória do Palmar                                     |
|         | SWXV           | Aeroportul Nova Xavantina                                              |
|         | SKGY           | Aeroportul Guaymaral                                                   |
|         | SAMR           | Aeroportul San Rafael                                                  |
|         | SNKI           | Aeroportul Cachoeiro de Itapemirim                                     |
|         | SBBH           | Aeroportul Belo Horizonte/Pampulha – Carlos Drummond de Andrade        |
|         | SNDT           | Aeroportul Diamantina                                                  |
|         | SSCK           | Aeroportul Concórdia                                                   |
|         | SETH           | Aeroportul Taisha                                                      |
|         | SLBJ           | Aeroportul Bermejo                                                     |
|         | SASJ           | Aeroportul Internațional Gobernador Horacio Guzmán                     |
|         | SCJO           | Aeroportul Cañal Bajo Carlos Hott Siebert                              |
|         | SVPA           | Aeroportul Cacique Aramare                                             |
|         | SKAS           | Aeroportul Tres de Mayo                                                |
|         | SWGN           | Aeroportul Araguaína                                                   |
|         | SKCI           | Aeroportul Carimagua                                                   |
|         | SSSB           | Aeroportul São Borja                                                   |
|         | SAAR           | Aeroportul Internațional Rosario – Islas Malvinas                      |
|         | SAWH           | Aeroportul Internațional Ushuaia – Malvinas Argentinas                 |
|         | SBPA           | Aeroportul Internațional Salgado Filho                                 |
|         | SCVD           | Aeroportul Pichoy                                                      |
|         | SPME           | Aeroportul Cap. FAP Pedro Canga Rodríguez                              |
|         | SPRU           | Aeroportul Internațional Cap. FAP Carlos Martínez de Pinillos          |
|         | SPYL           | Aeroportul Cap. FAP Víctor Montes Arias                                |
|         | SUDU           | Aeroportul Internațional Santa Bernardina                              |
|         | SUTB           | Aeroportul Tacuarembó                                                  |
|         | SUTR           | Aeroportul Treinta y Tres                                              |
|         | SUVO           | Aeroportul Vichadero                                                   |
|         | SBNF           | Aeroportul Internațional Ministro Victor Konder                        |
|         | SFAL           | Aeroportul Port Stanley                                                |
|         | SPUR           | Aeroportul Internațional Cap. FAP Guillermo Concha Iberico             |
|         | SUPU           | Aeroportul Paysandú                                                    |
|         | SAWC           | Aeroportul Internațional Comandante Armando Tola                       |
|         | SAZW           | Aeroportul Cutral Có                                                   |
|         | SBAA           | Aeroportul Conceição do Araguaia                                       |
|         | SGME           | Aeroportul Internațional Dr. Luis María Argaña                         |
|         | SWKO           | Aeroportul Coari                                                       |
|         | SARC           | Aeroportul Internațional Doctor Fernando Piragine Niveyro              |
|         | SEAM           | Aeroportul Chachoan                                                    |
|         | SAOD           | Aeroportul Villa Dolores                                               |
|         | SVJC           | Aeroportul Internațional Josefa Camejo                                 |
|         | SKAD           | Aeroportul Alcides Fernández                                           |
|         | SKMZ           | Aeroportul La Nubia                                                    |
|         | SKVP           | Aeroportul Alfonso López Pumarejo                                      |
|         | SLYA           | Aeroportul Yacuiba                                                     |
|         | SBTC           | Aeroportul Una-Comandatuba                                             |
|         | SWNI           | Aeroportul Nova Vida                                                   |
|         | SPTU           | Aeroportul Internațional Padre Aldamiz                                 |
|         | SBGV           | Aeroportul Governador Valadares                                        |
|         | SBHT           | Aeroportul Altamira                                                    |
|         | SEQM           | Aeroportul Internațional Mariscal Sucre                                |
|         | SECO           | Aeroportul Francisco de Orellana                                       |
|         | SDYM           | Aeroportul Limeira                                                     |
|         | SBCR           | Aeroportul Internațional Corumbá                                       |
|         | SCVA           | Aeroportul Viñamar                                                     |
|         | SLJO           | Aeroportul San Joaquín                                                 |
|         | SAMM           | Aeroportul Comodoro D. Ricardo Salomón                                 |
|         | SAZB           | Aeroportul Comandante Espora                                           |
|         | SBCZ           | Aeroportul Internațional Cruzeiro do Sul                               |
|         | SGPJ           | Aeroportul Internațional Dr. Augusto Roberto Fuster                    |
|         | SSDO           | Aeroportul Dourados                                                    |
|         | SATK           | Aeroportul Alférez Armando Rodríguez                                   |
|         | SAZA           | Aeroportul Azul                                                        |
|         | SCBE           | Aeroportul Barriles                                                    |
|         | SAVQ           | Aeroportul Maquinchao                                                  |
|         | SCBI           | Aeroportul Pampa Guanaco                                               |
|         | SBFZ           | Aeroportul Internațional Pinto Martins – Fortaleza                     |
|         | SBFN           | Aeroportul Fernando de Noronha                                         |
|         | SKGA           | Aeroportul Las Gaviotas                                                |
|         | SKHC           | Aeroportul Hato Corozal                                                |
|         | SKPL           | Aeroportul Plato                                                       |
|         | SKSL           | Aeroportul Santa Rosalía                                               |
|         | SQUJ           | Aeroportul Tablón de Tamará                                            |
|         | SWHP           | Aeroportul Água Boa                                                    |
|         | SBVH           | Aeroport Vilhena                                                       |
|         | SUMU           | Aeroportul Internațional Carrasco                                      |
|         | SLRA           | Aeroportul San Ramón                                                   |
|         | SLSM           | Aeroportul San Ignacio de Moxos                                        |
|         | SLTI           | Aeroportul San Matías                                                  |
|         | SBCA           | Aeroportul Cascavel                                                    |
|         | SNRU           | Aeroportul Caruaru                                                     |
|         | SBCX           | Aeroportul Caxias do Sul                                               |
|         | SKCO           | Aeroportul La Florida                                                  |
|         | SDAM           | Aeroportul Campo dos Amarais                                           |
|         | SBCF           | Aeroportul Internațional Tancredo Neves                                |
|         | SKAG           | Aeroportul Hacaritama                                                  |
|         | SVSA           | Aeroportul Internațional Juan Vicente Gómez                            |
|         | SAHC           | Aeroportul Chos Malal                                                  |
|         | SSCP           | Aeroportul Cornélio Procópio                                           |
|         | SNGD           | Aeroportul Guadalupe                                                   |
|         | SBJR           | Aeroportul Jacarepaguá                                                 |
|         | SBGO           | Aeroportul Santa Genoveva                                              |
|         | SKCC           | Aeroportul Camilo Daza                                                 |
|         | SLCB           | Aeroportul Jorge Wilstermann                                           |
|         | SEMA           | Aeroportul José María Velasco Ibarra                                   |
|         | SPJA           | Aeroportul Juan Simons Vela                                            |
|         | SCCH           | Aeroportul General Bernardo O'Higgins                                  |
|         | SLTJ           | Aeroportul Capitán Oriel Lea Plaza                                     |
|         | SBMO           | Aeroportul Zumbi dos Palmares                                          |
|         | SBSN           | Aeroportul Santarém-Maestro Wilson Fonseca                             |
|         | SMZO           | Aeroportul Zorg en Hoop                                                |
|         | SVRS           | Aeroportul Los Roques                                                  |
|         | SBFL           | Aeroportul Internațional Hercílio Luz                                  |
|         | SAWG           | Aeroportul Internațional Piloto Civil Norberto Fernández               |
|         | SBJP           | Aeroportul Presidente Castro Pinto                                     |
|         | SKSM           | Aeroportul Internațional Simón Bolívar                                 |
|         | SLCO           | Aeroportul Captain Aníbal Arab                                         |
|         | SLET           | Aeroportul El Trompillo                                                |
|         | SLGM           | Aeroportul Guayaramerín                                                |
|         | SLPO           | Aeroportul Captain Nicolas Rojas                                       |
|         | SLPS           | Aeroportul Puerto Suárez                                               |
|         | SLRI           | Aeroportul Riberalta                                                   |
|         | SLSB           | Aeroportul Capitán Germán Quiroga Guardia                              |
|         | SLTR           | Aeroportul Teniente Jorge Henrich Arauz                                |
|         | SOOM           | Aeroportul Saint-Laurent-du-Maroni                                     |
|         | SWRA           | Aeroportul Arraias                                                     |
|         | SAZG           | Aeroportul General Pico                                                |
|         | SEJD           | Aeroportul Jumandy                                                     |
|         | SACO           | Aeroportul Internațional Ingeniero Aeronáutico Ambrosio L.V. Taravella |
|         | SKBO           | Aeroportul Internațional El Dorado                                     |
|         | SNVI           | Aeroportul Mello Viana                                                 |
|         | SVPE           | Aeroportul Pedernales                                                  |
|         | SDRR           | Aeroportul Avaré-Arandu                                                |
|         | SKLM           | Aeroportul Jorge Isaacs                                                |
|         | SSJA           | Aeroportul Joaçaba                                                     |
|         | SKSJ           | Aeroportul Jorge Enrique González Torres                               |
|         | SBSJ           | Aeroportul São José dos Campos                                         |
|         | SBSL           | Aeroportul Internațional Marechal Cunha Machado                        |
|         | SBSM           | Aeroportul Santa Maria                                                 |
|         | SBSP           | Aeroportul Congonhas-São Paulo                                         |
|         | SBTB           | Aeroportul Porto Trombetas                                             |
|         | SBTD           | Aeroportul Toledo (Brazilia)                                           |
|         | SBTF           | Aeroportul Tefé                                                        |
|         | SBTK           | Aeroportul Tarauacá                                                    |
|         | SKUL           | Aeroportul Heriberto Gíl Martínez                                      |
|         | SKRG           | Aeroportul Internațional José María Córdova                            |
|         | SSSC           | Aeroportul Santa Cruz do Sul                                           |
|         | SKAM           | Aeroportul Amalfi                                                      |
|         | SKBM           | Aeroportul Barranco Minas                                              |
|         | SKCP           | Aeroportul Cupica                                                      |
|         | SKEH           | Aeroportul El Charco                                                   |
|         | SKHA           | Aeroportul Chaparral                                                   |
|         | SKIG           | Aeroportul Chigorodó                                                   |
|         | SKIM           | Aeroportul La Primavera                                                |
|         | SKMB           | Aeroportul Timbiqui                                                    |
|         | SKRA           | Aeroportul Tarapacá                                                    |
|         | SKUR           | Aeroportul Urrao                                                       |
|         | SKYA           | Aeroportul Yaguara                                                     |
|         | SETM SECA      | Aeroportul Ciudad de Catamayo                                          |
|         | SEMH           | Aeroportul General Manuel Serrano                                      |
|         | SESA           | Aeroportul General Ulpiano Paez                                        |
|         | SETN           | Aeroportul Colonel Carlos Concha Torres                                |
|         | SEMC           | Aeroportul Edmundo Carvajal                                            |
|         | SEPV           | Aeroportul Reales Tamarindos                                           |
|         | SEJI           | Aeroportul Jipijapa                                                    |
|         | SEPT           | Aeroportul Putumayo                                                    |
|         | SKSV           | Aeroportul Eduardo Falla Solano                                        |
|         | SYBE           | Aeroportul Bemichi                                                     |
|         | SYPK           | Aeroportul Port Kaituma                                                |
|         | SBJE           | Aeroportul Jericoacoara                                                |
|         | SVBM           | Aeroportul Internațional Jacinto Lara                                  |
|         | SVCU           | Aeroportul Antonio José de Sucre                                       |
|         | SKFL           | Aeroportul Gustavo Artunduaga Paredes                                  |
|         | SKUC           | Aeroportul Santiago Pérez Quiroz                                       |
|         | SKEJ           | Aeroportul Yariguíes                                                   |
|         | SKRH           | Aeroportul Almirante Padilla                                           |
|         | SKYP           | Aeroportul El Alcaraván                                                |
|         | SLSA           | Aeroportul Santa Ana del Yacuma                                        |
|         | SJTC SBAE      | Aeroportul Bauru-Arealva                                               |
|         | SBBU           | Aeroportul Bauru                                                       |
|         | SNIP           | Aeroportul Itapetinga                                                  |
|         | SNMA           | Aeroportul Monte Alegre                                                |
|         | SNMU           | Aeroportul Mucuri                                                      |
|         | SNSW           | Aeroportul Soure                                                       |
|         | SNVS           | Aeroportul Breves                                                      |
|         | SPBB           | Aeroportul Moyobamba                                                   |
|         | SPIZ           | Aeroportul Uchiza                                                      |
|         | SVAS           | Aeroportul Armando Schwarck                                            |
|         | SVED           | Aeroportul El Dorado, Venezuela                                        |
|         | SVUM           | Aeroportul Uriman                                                      |
|         | SWCQ           | Aeroportul Costa Marques                                               |
|         | SWJI           | Aeroportul Ji-Parana                                                   |
|         | SWNK           | Aeroportul Novo Campo                                                  |
|         | SWTU           | Aeroportul Fazenda Tucunare                                            |
|         | SWUA           | Aeroportul Sao Miguel Do Araguaia                                      |
|         | SBIC           | Aeroportul Itacoatiara                                                 |
|         | SEII           | Aeroportul Isabela                                                     |
|         | SKCR           | Aeroportul Caruru                                                      |
|         | SKMF           | Aeroportul Miraflores                                                  |
|         | SKNC           | Aeroportul Necocli                                                     |
|         | SKPR           | Aeroportul Puerto Berrio                                               |
|         | SKTU           | Aeroportul Gonzalo Mejia                                               |
|         | SKVL           | Aeroportul Velasquez                                                   |
|         | SNBL           | Aeroportul Belmonte                                                    |
|         | SNIC           | Aeroportul Irece                                                       |
|         | SAZY           | Aeroportul Aviador Carlos Campos                                       |
|         | SKOY           | Aeroportul Ayapel                                                      |
|         | SAZM           | Aeroportul Internațional Astor Piazzolla                               |
|         | SBBI           | Aeroportul Bacacheri                                                   |
|         | SBIH           | Aeroportul Itaituba                                                    |
|         | SBJI           | Aeroportul Ji-Paraná                                                   |
|         | SDRK           | Aeroportul Rio Claro                                                   |
|         | SCES           | Aeroportul Ricardo García Posada                                       |
|         | SLBA           | Aeroportul Baures                                                      |
|         | SAVC           | Aeroportul Internațional General Enrique Mosconi                       |
|         | SAVV           | Aeroportul Gobernador Edgardo Castello                                 |
|         | SPHI           | Aeroportul Internațional Cap. FAP José A. Quiñones Gonzáles            |
|         | SAOU           | Aeroportul Brigadier Mayor César Raúl Ojeda                            |
|         | SAVT           | Aeroportul Almirante Marcos A. Zar                                     |
|         | SCCF           | Aeroportul El Loa                                                      |
|         | SBTE           | Aeroportul Teresina                                                    |
|         | SBUR           | Aeroportul Uberaba                                                     |
|         | SWPI           | Aeroportul Parintins                                                   |
|         | SAZT           | Aeroportul Tandil                                                      |
|         | SWLB           | Aeroportul Lábrea                                                      |
|         | SPMS           | Aeroportul Moisés Benzaquén Rengifo                                    |
|         | SVSZ           | Aeroportul Miguel Urdaneta Fernández                                   |
|         | SNDN           | Aeroportul Leopoldina                                                  |
|         | SNZA           | Aeroportul Pouso Alegre                                                |
|         | SAEZ           | Aeroportul Internațional Ministro Pistarini                            |
|         | SAFS           | Aeroportul Sunchales                                                   |
|         | SAZO           | Aeroportul Necochea                                                    |
|         | SGES           | Aeroportul Internațional Guaraní                                       |
|         | SKBG           | Aeroportul Internațional Bucaramanga-Palonegro                         |
|         | SBMD           | Aeroportul Monte Dourado                                               |
|         | SBAT           | Aeroportul Alta Floresta                                               |
|         | SKSP           | Aeroportul Internațional Gustavo Rojas Pinilla                         |
|         | SARE           | Aeroportul Internațional Resistencia                                   |
|         | SARP           | Aeroportul Libertador General José de San Martín                       |
|         | SENL           | Aeroportul Lago Agrio                                                  |
|         | SKLC           | Aeroportul Antonio Roldán Betancourt                                   |
|         | SPEO           | Aeroportul Tnte. FAP Jaime Montreuil Morales                           |
|         | SVAC           | Aeroportul Oswaldo Guevara Mujica                                      |
|         | SAAV           | Aeroportul Sauce Viejo                                                 |
|         | SWHT           | Aeroportul Humaitá                                                     |
|         | SAWE           | Aeroportul Rio Grande                                                  |
|         | SCCI           | Aeroportul Internațional Presidente Carlos Ibáñez del Campo            |
|         | SCGE           | Aeroportul María Dolores                                               |
|         | SKCM           | Aeroportul Cimitarra                                                   |
|         | SKCN           | Aeroportul Cravo Norte                                                 |
|         | SKBQ           | Aeroportul Internațional Ernesto Cortissoz                             |
|         | SKCG           | Aeroportul Rafael Núñez                                                |
|         | SKGZ           | Aeroportul La Jagua                                                    |
|         | SKLG           | Aeroportul Caucayá                                                     |
|         | SKML           | Aeroportul El Pindo                                                    |
|         | SKMR           | Aeroportul Los Garzones                                                |
|         | SAZS           | Aeroportul San Carlos de Bariloche                                     |
|         | SKAW           | Aeroportul Aguaclara                                                   |
|         | SATG           | Aeroportul Goya                                                        |
|         | SOGS           | Aeroportul Grand-Santi                                                 |
|         | SBTT           | Aeroportul Tabatinga                                                   |
|         | SBIZ           | Aeroportul Imperatriz                                                  |
|         | SBME           | Aeroportul Macaé                                                       |
|         | SBUF           | Aeroportul Paulo Afonso                                                |
|         | SBVT           | Aeroportul Eurico de Aguiar Salles                                     |
|         | SAZN           | Aeroportul Internațional Presidente Perón                              |
|         | SLOR           | Aeroportul Juan Mendoza                                                |
|         | SBTG           | Aeroportul Três Lagoas                                                 |
|         | SLAL           | Aeroportul Alcantari                                                   |
|         | SETR           | Aeroportul Tarapoa                                                     |
|         | SPLO           | Aeroportul Ilo                                                         |
|         | SAVY           | Aeroportul El Tehuelche                                                |
|         | SBCJ           | Aeroportul Carajás                                                     |
|         | SWCA           | Aeroportul Carauari                                                    |
|         | SKBU           | Aeroportul Gerardo Tobar López                                         |
|         | SKTL           | Aeroportul Golfo de Morrosquillo                                       |
|         | SKTM           | Aeroportul Gabriel Vargas Santos                                       |
|         | SADP           | Aeroportul El Palomar                                                  |
|         | SBLO           | Aeroportul Londrina                                                    |
|         | SCTE           | Aeroportul El Tepual                                                   |
|         | SBBW           | Aeroportul Barra do Garças                                             |
|         | SWBC           | Aeroportul Barcelos                                                    |
|         | SBCP           | Aeroportul Bartolomeu Lysandro                                         |
|         | SLRQ           | Aeroportul Rurrenabaque                                                |
|         | SCSF           | Aeroportul Víctor Lafón                                                |
|         | SAOV           | Aeroportul Presidente Néstor Kirchner                                  |
|         | SASO           | Aeroportul Orán                                                        |
|         | SOCA           | Aeroportul Cayenne – Félix Eboué                                       |
|         | SAHR           | Aeroportul Dr. Arturo Umberto Illia                                    |
|         | SBBP           | Aeroportul Bragança Paulista                                           |
|         | SBDB           | Aeroportul Bonito                                                      |
|         | SBCB           | Aeroportul Cabo Frio                                                   |
|         | SPBC           | Aeroportul Caballococha                                                |
|         | SVCL           | Aeroportul Calabozo                                                    |
|         | SKPE           | Aeroportul Internațional Matecaña                                      |
|         | SDRS           | Aeroportul Resende                                                     |
|         | SKCD           | Aeroportul Mandinga                                                    |
|         | SAWJ           | Aeroportul Capitán José Daniel Vazquez                                 |
|         | SYGO           | Aeroportul Eugene F. Correia - Ogle                                    |
|         | SNOX           | Aeroportul Oriximiná                                                   |
|         | SDOU           | Aeroportul Ourinhos                                                    |
|         | SSPI           | Aeroportul Paranavaí                                                   |
|         | SARL           | Aeroportul Paso de los Libres                                          |
|         | SBPO SSPB      | Aeroportul Pato Branco                                                 |
|         | SNPD           | Aeroportul Patos de Minas                                              |
|         | SSZW SBPG      | Aeroportul Ponta Grossa                                                |
|         | SAHE           | Aeroportul Caviahue                                                    |
|         | SAHZ           | Aeroportul Zapala                                                      |
|         | SAAC           | Aeroportul Comodoro Pierrestegui                                       |
|         | SAZP           | Aeroportul Comodoro P. Zanni                                           |
|         | SATU           | Aeroportul Curuzú Cuatiá                                               |
|         | SBDN           | Aeroportul Presidente Prudente                                         |
|         | SBJD           | Aeroportul Jundiaí                                                     |
|         | SBSR           | Aeroportul São José do Rio Preto                                       |
|         | SDCO           | Aeroportul Sorocaba                                                    |
|         | SKGI           | Aeroportul Santiago Vila                                               |
|         | SLVM           | Aeroportul Lieutenant Colonel Rafael Pabón                             |
|         | SVON           | Aeroportul Oro Negro                                                   |
|         | SBMA           | Aeroportul Marabá                                                      |
|         | SNDV           | Aeroportul Divinópolis                                                 |
|         | SAWD           | Aeroportul Puerto Deseado                                              |
|         | SNDC           | Aeroportul Redenção                                                    |
|         | SAVJ           | Aeroportul Ingeniero Jacobacci                                         |
|         | SVLF           | Aeroportul La Fría                                                     |
|         | SBBV           | Aeroportul Internațional Boa Vista                                     |
|         | SWII           | Aeroportul Ipiranga                                                    |
|         | SBCG           | Aeroportul Internațional Campo Grande                                  |
|         | SKNA           | Aeroportul La Macarena                                                 |
|         | SKVV           | Aeroportul La Vanguardia                                               |
|         | SAOC           | Aeroportul Las Higueras                                                |
|         | SVSR           | Aeroportul Las Flecheras                                               |
|         | SOOA           | Aeroportul Maripasoula                                                 |
|         | SKQU           | Aeroportul Mariquita                                                   |
|         | SVSO           | Aeroportul Mayor Buenaventura Vivas                                    |
|         | SBLE           | Aeroportul Lençóis                                                     |
|         | SBEG           | Aeroportul Internațional Eduardo Gomes                                 |
|         | SKPP           | Aeroportul Guillermo León Valencia                                     |
|         | SPST           | Aeroportul Cad. FAP Guillermo del Castillo Paredes                     |
|         | SVIE           | Aeroportul Andrés Miguel Salazar Marcano                               |
|         | SSAP           | Aeroportul Apucarana                                                   |
|         | SBAQ           | Aeroportul Araraquara                                                  |
|         | SKAC           | Aeroportul Araracuara                                                  |
|         | SBBZ SSBZ      | Aeroportul Armação dos Búzios                                          |
|         | SSOU           | Aeroportul Aripuanã                                                    |
|         | SNAX           | Aeroportul Assis                                                       |
|         | SBJA           | Aeroportul regional Jaguaruna                                          |
|         | SBTU           | Aeroportul Tucuruí                                                     |
|         | SPAY           | Aeroportul Tnte. Gral. Gerardo Pérez Pinedo                            |
|         | SSUM           | Aeroportul Umuarama                                                    |
|         | SWTP           | Aeroportul Tapuruquara                                                 |
|         | SKSA           | Aeroportul Los Colonizadores                                           |
|         | SAWT           | Aeroportul Rio Turbio                                                  |
|         | SWLC           | Aeroportul Rio Verde                                                   |
|         | SEQQ           | Aeroportul Internațional Old Mariscal Sucre                            |
|         | SNJD SBFE SDIY | Aeroportul Feira de Santana                                            |
|         | SAZL           | Aeroportul Santa Teresita                                              |
|         | SVSE           | Aeroportul Santa Elena de Uairén                                       |
|         | SAVB           | Aeroportul El Bolsón                                                   |
|         | SKEB           | Aeroportul El Bagre                                                    |
|         | SWEI           | Aeroportul Eirunepé                                                    |
|         | SVEZ           | Aeroportul Elorza                                                      |
|         | SNBA           | Aeroportul Barretos                                                    |
|         | SCTN           | Aeroportul Chaitén                                                     |
|         | SCTN           | Aeroportul Nuevo Chaitén                                               |
|         | SWOB           | Aeroportul Fonte Boa                                                   |
|         | SCPQ           | Aeroportul Mocopulli                                                   |
|         | SKOE           | Aeroportul Orocue                                                      |
|         | SAAG           | Aeroportul Gualeguaychú                                                |
|         | SGAY           | Aeroportul Juan de Ayolas                                              |
|         | SLUY           | Aeroportul Joya Andina                                                 |
|         | SVVG           | Aeroportul Juan Pablo Pérez Alfonso                                    |
|         | SKCU           | Aeroportul Juan H. White                                               |
|         | SIZX           | Aeroportul Juara                                                       |
|         | SPJI           | Aeroportul Juanjuí                                                     |
|         | SBJF           | Aeroportul Juiz de Fora                                                |
|         | SVVL           | Aeroportul Dr. Antonio Nicolás Briceño                                 |
|         | SWJU           | Aeroportul Juruena                                                     |
|         | SWJN           | Aeroportul Juína                                                       |
|         | SULS           | Aeroportul Internațional Capitán de Corbeta Carlos A. Curbelo          |
|         | SUSO           | Aeroportul Internațional Nueva Hespérides                              |
|         | SBBR           | Aeroportul Internațional Brasília                                      |
|         | SBSV           | Aeroportul Internațional Deputado Luís Eduardo Magalhães               |
|         | SKOC           | Aeroportul Aguas Claras                                                |
|         | SIMK           | Aeroportul France                                                      |
|         | SNBS           | Aeroportul Balsas                                                      |
|         | SNKF           | Aeroportul Bandeirinhas/Conselheiro Lafaiete                           |
|         | SBBE           | Aeroportul Internațional Val de Cans                                   |
|         | SNBC           | Aeroportul Barra do Corda                                              |
|         | SBUA           | Aeroportul São Gabriel da Cachoeira                                    |
|         | SAZH           | Aeroportul Tres Arroyos                                                |
|         | SBUL           | Aeroportul Uberlândia                                                  |
|         | SADL           | Aeroportul La Plata                                                    |
|         | SJNP           | Aeroportul Novo Progresso                                              |
|         | SNKE           | Aeroportul Santana do Araguaia                                         |
|         | SYKA           | Aeroportul Kaieteur                                                    |
|         | SMNI           | Aeroportul Majoor Henk Fernandes                                       |
|         | SWXM           | Aeroportul Matupá                                                      |
|         | SWMW           | Aeroportul Maués                                                       |
|         | SARM           | Aeroportul Monte Caseros                                               |
|         | SBMS           | Aeroportul Mossoró                                                     |
|         | SSUV           | Aeroportul União da Vitória                                            |
|         | SBIP           | Aeroportul Ipatinga                                                    |
|         | SVVP           | Aeroportul Valle de la Pascua                                          |
|         | SCTO           | Aeroportul Victoria                                                    |
|         | SKVG           | Aeroportul Villa Garzón                                                |
|         | SA30           | Aeroportul Colonia Catriel                                             |
|         | SSBL           | Aeroportul Blumenau                                                    |
|         | SSIJ           | Aeroportul Ijuí                                                        |
|         | SSKM           | Aeroportul Campo Mourão                                                |
|         | SSLN           | Aeroportul Lontras                                                     |
|         | SSQT           | Aeroportul Castro                                                      |
|         | SWJW           | Aeroportul Jataí                                                       |
|         | SWNS           | Aeroportul Anápolis                                                    |
|         | SBMY           | Aeroportul Manicoré                                                    |
|         | SCER SCUO      | Aeroportul Quintero                                                    |
|         | SDUB           | Aeroportul Ubatuba                                                     |
|         | SNOB           | Aeroportul Sobral                                                      |
|         | SNYE           | Aeroportul Pinheiro                                                    |
|         | SWBG           | Aeroportul Pontes e Lacerda                                            |
|         | SWNQ           | Aeroportul Niquelândia                                                 |
|         | SAZR           | Aeroportul Santa Rosa                                                  |
|         | SNGI           | Aeroportul Guanambi                                                    |
|         | SVGI           | Aeroportul Güiria                                                      |
|         | SBZM           | Aeroportul Regional Zona da Mata                                       |
|         | SADF           | Aeroportul San Fernando                                                |
|         | SANW           | Aeroportul Ceres                                                       |
|         | SATC           | Aeroportul Clorinda                                                    |
|         | SAVR           | Aeroportul D. Casimiro Szlapelis                                       |
|         | SAAJ           | Aeroportul Junín                                                       |
|         | SSFB           | Aeroportul Francisco Beltrão                                           |
|         | SSVI           | Aeroportul Videira                                                     |
|         | SKPS           | Aeroportul Antonio Nariño                                              |
|         | SACC           | Aeroportul La Cumbre                                                   |
|         | SAWM           | Aeroportul Río Mayo                                                    |
|         | SAWP           | Aeroportul Perito Moreno                                               |
|         | SAWS           | Aeroportul José de San Martín                                          |
|         | SAZF           | Aeroportul Olavarría                                                   |
|         | SKCA           | Aeroportul Capurganá                                                   |
|         | SKPI           | Aeroportul Contador                                                    |
|         | SKSO           | Aeroportul Alberto Lleras Camargo                                      |
|         | SPGM           | Aeroportul Tingo María                                                 |
|         | SVCO           | Aeroportul Carora                                                      |
|         | SAVD           | Aeroportul El Maitén                                                   |
|         | SKPA           | Aeroportul Juan José Rondón                                            |
|         | SPSO           | Aeroportul Capitán FAP Renán Elías Olivera                             |
|         | SNGA           | Aeroportul Guarapari                                                   |